# Virgilio Davia
Le marquis Virgilio Davia (1775-1858) est un illustrateur et auteur italien spécialiste de l'histoire de l'art du XIXe siècle, actif à Bologne.

## Biographie
Il était actif entre 1830 et 1850,. Il était spécialisé sur l'histoire de l'art.

## Publications
- (it) Le Sculture delle porte della basilica di San Petronio in Bologna scolpite da eccellenti Maestri de' secoli XV e XVI pubblicate per la prima volta dal professore Giuseppe Guizzardi e sopra i di lui disegni incise da Francesco Spagnuoli illustrate con una memoria e documenti inediti dal marchese Virgilio Davia dedicate a Sua Eminenza Reverendissima il Signor Cardinale Carlo Oppizzoni Arcivescovo di Bologna, Virgilio Davia, Giuseppe Guizzardi au dessin, Francesco Spagnuoli à la gravure, d'après Ercole Seccadenari et Jacopo della Quercia, Tipografia e Libreria Dalla Volpe, Bologne, 1834, 38 pages[1].
- (it) Cenni Istorico-Artistici Intorno al Monumento di Antonio Galeazzo Bentivogli esistente nella Chiesa di San Giacomo di Bologna, Virgilio Davia, Bologne, 1835, 46 pages[3].
- (it) Memorie Storico-Artistiche Intorno all'Arca di San Domenico, Virgilio Davia, Italie, 1842,  (ISBN 9780483648999 et 9781168687623)[4].